# Hartzinn

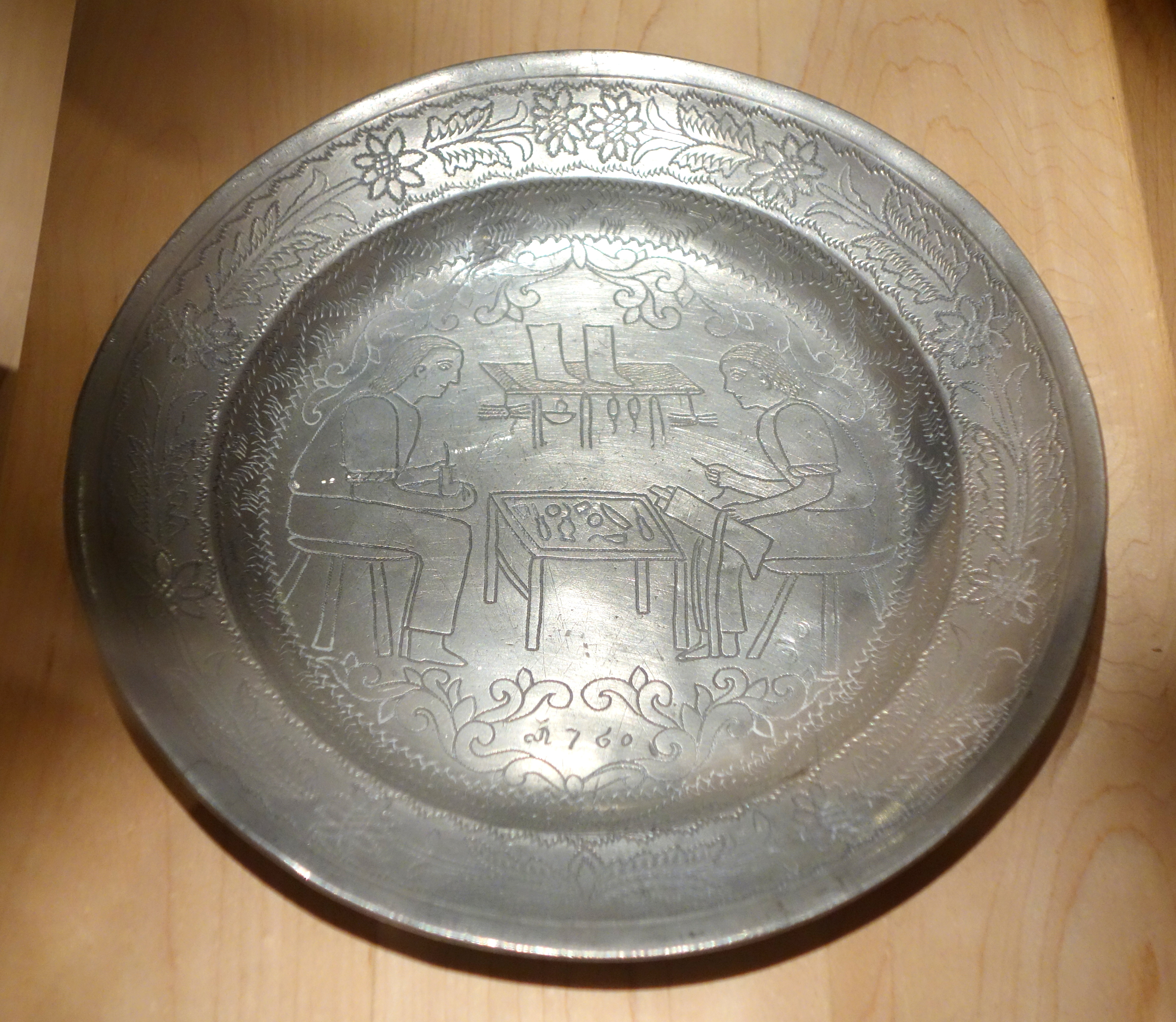
Teller aus Hartzinn-Legierung, 18. Jahrhundert

Hartzinn ist ein Sammelbegriff für Zinnlegierungen, die traditionell zwischen 85 und 96 Prozent aus Zinn und zum Rest aus Kupfer und/oder Blei bestehen und vornehmlich für Guss-, aber auch Walzprodukte (Stanniol) verwendet werden. Moderne Hartzinnlegierungen bestehen aus Zinn, Kupfer, Antimon und/oder Bismut.
Zinn ist ein metallisch glänzender, heller Werkstoff, das je nach Zusammensetzung mit der Zeit wie Silber dunkel oxidiert. Es ist weich genug, dass man Werkstücke leicht bearbeiten kann, und der niedrige Schmelzpunkt von rund 232 °C macht es zu einem idealen Werkstoff für Metallguss. Da die mechanische Festigkeit von reinem Zinn für Gebrauchsgegenstände zu gering ist, muss dieses legiert werden. 
Hartzinn war vom Mittelalter bis ins 18. und 19. Jahrhundert weit verbreiteter Werkstoff für Ess- und Trinkgefäße, jedoch wurde es von Porzellan, Glas und anderen Materialien in dieser Funktion weitgehend verdrängt. Zudem darf Blei wegen seiner Giftigkeit seit längerer Zeit bei Hartzinnlegierungen für Gebrauchsgegenstände nicht mehr verarbeitet werden. Seit dem Zink-Blei-Gesetz von 1887 durfte in Deutschland das Zinngeschirr nur noch geringe Mengen Blei enthalten. Der Grenzwert wurde später auf 0,5 % Blei (max. 2 % Kupfer, max. 7 % Antimon) festgesetzt. Daher finden sich in älteren Stücken häufig Spuren von Blei. Hauptanwendung dieser Legierungen ist heute neben Spezialanwendungen die Herstellung von Modeschmuck und Zinngerät.

## Zusammensetzungen
Hartzinn wurde in verschiedenen Zusammensetzungen hergestellt (beispielhaft):
- 96 % Zinn, 4 % Kupfer für Essbesteck und -geschirr
- 92 % Zinn, 4 % Kupfer, 4 % Blei für Trinkgefäße
- 85 % Zinn, 15 % Blei für andere Anwendungen

Englische Bezeichnungen für Hartzinnlegierungen sind Pewter bzw. Britanniametall
- Britanniametall: Zinn 65–97 %, Antimon 1–24 %, Kupfer 1–5 %, Bismut 1–5 %
- Pewter: z. B. Zinn 81 %, Antimon 6 %, Kupfer 6 %, Blei 7 %
- Queens-Metall: Zinn 88 %, Antimon 8 %, Kupfer 2 %, Bismut 2 % (Quelle: Richter)